# АЛ-7 (автомат)
АЛ-7 («Автомат лёгкий, 7 образец») — опытный советский автомат, разработанный в 1969—1971 коллективом конструкторов Ижевского механического завода. На вооружение не принят, серийно не выпускался.

## История
АЛ-7 был разработан конструкторской группой под руководством Ю. К. Александрова в составе А. И. Нестерова, В. М. Калашникова, Р. С. Поваренкина, А. П. Светличной, а также слесарей-сборщиков В. Г. Леонтьева и В. П. Бравичева.

## Конструкция
АЛ-7 был разработан на основе конструкции опытного автомата Константинова АЛ-6, некоторые детали были унифицированы с автоматом Калашникова АКМ.
При его разработке основной задачей ставилось снижение импульса отдачи и увода ствола вверх в режиме автоматического огня длинными очередями.
АЛ-7 использует сбалансированную систему автоматики, которая уменьшает резкое смещение оружия под влиянием работы автоматики. Средняя сила отдачи при этом не меняется.
Автомат, благодаря специально разработанной опоре, мог устанавливаться в стандартных амбразурах боевых машин — БТР и БМП.
В ходе испытаний у автомата Константинова были выявлен целый ряд недостатков: самопроизвольное открывание крышки ствольной коробки во время стрельбы; сильное загрязнение дульного тормоза-компенсатора продуктами порохового нагара в процессе длительной эксплуатации; малая живучесть ряда деталей; большое усилие, требуемое стрелку при перезаряжании оружия; сильный звук выстрела.